# Аверковица
Аверковица е пещера в Западна България, на десния бряг на река Искър, близо до село Карлуково.
Пещерата има карстов произход. Тя е сравнително малка – дължина 100 m, и няма фауна, с изключение на отделни троглоксени. Входът ѝ е двоен и се намира над пещерата Зиданка.
Обитавана е от човека през енеолита. През 1925 г. В. Миков прави археологически разкопки. Във вътрешността са открити следи от халколитна керамика.
Наречена е на живял в нея монах от Карлуковския манастир на име Аверкий – първия учител в килийното училище на с. Карлуково, живял през първата половина на ХІХ век. Иманяри са търсели „фабриката за злато“ на монаха и са разхвърляли археологически материали по скалите до р. Искър.